# Dirgantara Air Service
Dirgantara Air Service était une compagnie aérienne basée à Jakarta, en Indonésie. Elle exploitait des services domestiques réguliers, ainsi que des charters et des travaux aériens. Ses principales bases étaient l'aéroport Halim Perdanakusuma à Jakarta, l'aéroport de Samarinda, l'aéroport Syamsudin Noor à Banjarmasin et l'aéroport de Supadio à Pontianak. Le service aérien de Dirgantara n'est répertorié dans aucune catégorie par l'Autorité indonésienne de l'aviation civile pour la qualité de la sécurité aérienne mais elle est inscrite sur la liste noire de l'Union européenne. 

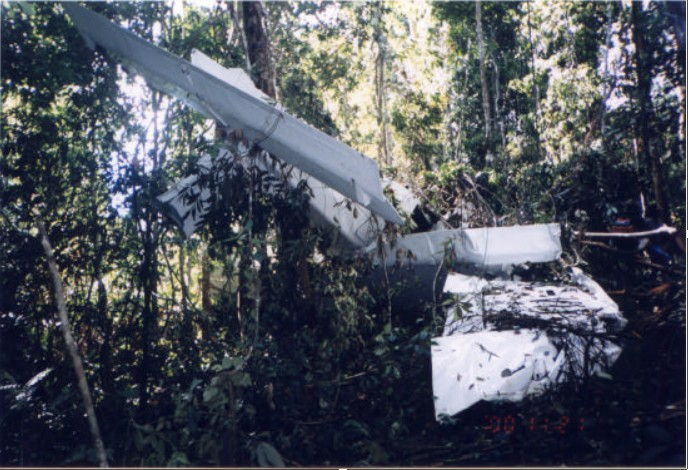
L'épave du vol 3130.

Le 18 novembre 2000, le vol DAS-3130 (en) s'écrase en forêt, 18 personnes sont blessées dans l'accident.
Depuis 2008, la licence d'exploitation de Dirgantara Air Service est révoquée et, le 5 mars 2013, le tribunal de commerce central de Jakarta a déclaré la compagnie en faillite.